# Kotono Mitsuishi
Kotono Mitsuishi (三石 琴乃, Mitsuishi Kotono; Toda, 8 de dezembro de 1967) é uma dubladora, atriz, cantora e narradora japonesa. Ela era afiliada da Arts Vision e Lasley Arrow, mas agora é freelance. Mitsuishi morava em Nagareyama, Chiba. Ela se formou no colégio e entrou na Katsuta Voice Actor's Academy em 1986. Ela é bem conhecida por seus papéis como a voz original de Usagi Tsukino em Sailor Moon, Misato Katsuragi em Neon Genesis Evangelion e Boa Hancock em One Piece. É importante nome em dublagem no Japão.

## Prêmios
Em 2014, ganhou o prêmio de melhor dubladora na 8º edição do Seiyū Awards.
Em 9 de janeiro de 2017, Mitsuishi obteve a 15º colocação em um concurso para eleger os "200 dubladores mais populares do Japão" pela TV Asahi.